# Могильников, Юрий Гурьянович
Юрий Гурьянович Могильников (11 ноября 1944, Коркино, Челябинская область — 28 сентября 2014, Челябинск) — советский и российский хоккеист и тренер, заслуженный тренер РСФСР.

## Биография
Начал играть в хоккей с шайбой в г. Коркино в 14 лет (тренер Л. А. Галкин). Воспитанник хоккейной школы «Трактор» (Челябинск). В 1963—1966 гг. выступал в команде мастеров класса «Б» — «Звезда» (Чебаркуль). В 1966—1976 гг. выступал в команде высшей лиги «Трактор» (Челябинск) — провел 10 сезонов, 342 матча, 85 шайб. Мастер спорта СССР (1968). Нападающий. Игровой № 18. В чемпионате СССР 1968/1969 стал обладателем рекорда клуба по заброшенным за один сезон шайбам — поразил ворота соперников 44 раза, в 1972 г. вместе с «Трактором» дошёл до финала Кубка Шпенглера, в 1973 г. сыграл в финале Кубка СССР.
С 1976 г. — тренер специализированной ДЮСШОР «Трактор», воспитал ряд известных хоккеистов, в числе которых чемпион Олимпийских игр, мира и Европы Евгений Давыдов; чемпионы мира 1999 г. среди молодёжных команд Константин Гусев и Андрей Никитенко, а также Анвар Гатиятулин, Дмитрий Тертышный, Александр Шварёв и другие известные хоккеисты. Под его руководством команда «Трактор» 1976 г. рождения стала серебряным призёром первенства СНГ (1992), чемпионом России среди юниоров (1993). Команда игроков 1979 года рождения — бронзовым (1994, 1995) и серебряным (1996) призёром первенства России.
Тренер высшей категории по хоккею с шайбой, заслуженный тренер РСФСР (1987). До последних дней работал в СДЮСШОР «Трактор».